# Emile Wessels
Pour les articles homonymes, voir Wessels.
Pas d'image ? Cliquez ici

b Matchs officiels uniquement.
Dernière mise à jour le 30 novembre 2024.
Emile Wessels, né le 27 juin 1979 à Windhoek, est un joueur de rugby à XV namibien qui joue avec l'équipe de Namibie. Il évolue au poste de demi d'ouverture ou centre. Il mesure 1,80 m et pèse 85 kg.

## Biographie
Emile Wessels joue son premier test match avec les Namibiens le 12 octobre 2002 à l'occasion d'un match contre l'équipe de Tunisie. Il dispute la Coupe du monde 2003 (4 matchs, 4 comme titulaire). Il a joué un match décisif contre les Tunisiens le 7 octobre 2006, inscrivant 2 transformations et trois pénalités pour une victoire 23-15, ce qui donne à la Namibie de bonnes chances de participer à la Coupe du monde de rugby à XV 2007. Il fait partie de la sélection de Namibie sélectionnée pour la Coupe du monde 2007 en France, où il dispute 2 matchs.

## Palmarès

### En équipe nationale
- 18 sélections entre 2002 et 2010.
- 94 points (14 transformations, 1 drop, 21 pénalités)
- Participation à la Coupe du monde en 2003 (4 matchs, 4 comme titulaire, 8 points, 4 transformations (Argentine, Irlande, Australie, Roumanie) et 2007 (2 matchs, 2 comme titulaire, 10 points, 2 transformations, 1 pénalité et 1 drop (Irlande, France)).